# Doctrine de l'Église catholique sur l'avortement
L'Église catholique s'oppose à toutes formes d'avortement provoqué et enseigne qu'il s'agit d'un acte immoral. En effet, selon le Catéchisme de l'Église catholique, « la vie humaine doit être respectée et protégée de manière absolue depuis le moment de la conception. Dès le premier moment de son existence, l'être humain doit se voir reconnaître les droits de la personne, parmi lesquels le droit inviolable de tout être innocent à la vie ». D'ailleurs, selon le canon 1398 (en) du Code de droit canonique de 1983, quiconque « procure un avortement, si l'effet s'ensuit, encourt l'excommunication latæ sententiæ », c'est-à-dire automatiquement.

## Enseignement
Les Saintes Écritures ne mentionnent pas l'interruption volontaire de grossesse, mais présentent l'avortement comme un mal particulièrement important. Les versets 21:22-23 du livre de l'Exode légifèrent sur la situation où une femme avorte du fait d'un autre homme : « Si des hommes se querellent, et qu'ils heurtent une femme enceinte, et la fasse accoucher, sans autre accident, ils seront punis d'une amende imposée par le mari de la femme, et qu'ils paieront devant les juges. Mais s'il y a un accident, tu donneras vie pour vie ». La peine prévue est donc la même dans le cas de la mort de la femme enceinte ou du fœtus, qui représentent tous deux une vie. Au verset 23:26 du livre de l'Exode, on lit « Nulle femme dans ton pays n'avortera ou ne sera stérile ». 
La constitution pastorale Gadium et Spes, approuvée en 1965 par le concile œcuménique Vatican II, insiste sur l'urgence du respect de la vie humaine, en s'appuyant sur le verset 25:40 de l'évangile selon Matthieu, où l'apôtre rapporte une parole de Jésus-Christ : « Chaque fois que vous l’avez fait à l’un de ces plus petits de mes frères, c’est à moi que vous l’avez fait ». L'« opposition à la vie » comprend « toute espèce d’homicide, le génocide, l’avortement, l’euthanasie et même le suicide délibéré ». Le pape Paul VI, dans son encyclique Humanæ Vitæ, condamne l'avortement comme moyen de régulation des naissances.
Selon le Catéchisme de l'Église catholique, « la vie humaine doit être respectée et protégée de manière absolue depuis le moment de la conception. Dès le premier moment de son existence, l'être humain doit se voir reconnaître les droits de la personne, parmi lesquels le droit inviolable de tout être innocent à la vie ». Celui-ci ajoute que « depuis le premier siècle, l'Église a affirmé la malice morale de tout avortement provoqué. Cet enseignement n'a pas changé. Il demeure invariable. L'avortement direct, c'est-à-dire voulu comme une fin ou comme un moyen, est gravement contraire à la loi morale » et que « la coopération formelle à un avortement constitue une faute grave ».
Si l'opposition de l'Église catholique à l'interruption volontaire de grossesse était déjà sans équivoque, le pape Jean-Paul II réaffirme cette position en 1995 avec l'encyclique Evangelium Vitæ sur « la valeur et l'inviolabilité de la vie humaine », écrite spécialement pour prévenir les atteintes à la vie humaine potentiellement multipliées par le progrès technique. « Certain d'être l'interprète du sentiment authentique de toute conscience droite », Jean-Paul II réaffirme les formulations de Gadium et Spes. L'encyclique répond à l'objection faite à l'Église catholique de favoriser de fait l'avortement par la condamnation de la contraception artificielle en dénonçant une « mentalité contraceptive » qui « voit dans la procréation un obstacle à l'épanouissement personnel de chacun ». En effet, les changements de mœurs opérés par la libération sexuelle promouvant la fornication et la recherche de plaisir comme seule finalité de l'acte sexuel, considérés comme moyens légitimes voire nécessaires d'épanouissement personnel, sont en opposition avec la doctrine de l'Église catholique, qui professe une double finalité d'union et de procréation et un rejet de l'individualisme dans la sexualité. Les controverses autour des positions de l'Église catholique sur l'avortement doivent ainsi être comprises selon son anthropologie.

## Histoire
L'Église catholique condamne l'avortement comme étant immoral depuis le Ier siècle,. Dès le concile d'Elvire dans les années 300, l'Église catholique sanctionne l'avortement par l'excommunication, quel que soit le stade de développement du fœtus. La Didachè, qui a été écrite vers la fin du Ier siècle ou au début du IIe siècle et qui est le plus ancien témoignage écrit du christianisme, rejette déjà l'avortement.
Bien qu'au cours de son histoire l'Église catholique ait débattu de manière scientifique et philosophique pour définir le moment exact où un embryon est infusé d'une âme, l'Église n'a jamais hésité sur la condamnation morale de l'avortement.

## Avortement involontaire
La condamnation par l'Église catholique de l'avortement concerne seulement l'avortement volontaire. En effet, l'Église catholique reconnaît que certains actes causant indirectement un avortement peuvent être légitimes. Ceci est le cas lorsqu'un médecin effectue une procédure nécessaire lorsque la vie d'une femme est en danger même si cette procédure causera la mort de l'embryon ou du fœtus. Dans tous les cas, l'intention est de sauver la vie de la femme et non de mettre fin à la grossesse. La mort du fœtus est vue comme étant une conséquence non désirée, mais inévitable.

## Sanctions
Le Canon 1397 §2 du Code de droit canonique de 1983 stipule que quiconque « procure un avortement, si l'effet s'ensuit, encourt l'excommunication latæ sententiæ »,, c'est-à-dire « qu'elle est encourue par le fait même de la commission du délit ».
Cette version du Canon 1397 est en vigueur en ce qui concerne les avortements commis après l'an 1983.
Les avortements commis antérieurement sont placés sous le joug du Canon 2350 §1. du CDC qui dispose que "Ceux qui produisent un avortement, sans excepter la mère, encourent, si l'effet a été obtenu, une excommunication 'latae sententiae' réservée à l'Ordinaire ; de plus s'ils sont clercs, on doit les déposer. ".
Autrement dit, depuis la réforme de 1983, l'excomunication n'étant plus spécifiquement réservée à l'Ordinaire, les dispositions de l'article 1355 du CDC réformé sont applicables en ce que la peine latae sententiae fixée par la loi n'est plus seulement valablement remise que par "1° l’Ordinaire pour ses propres sujets ; 2° l’Ordinaire du lieu aussi à ceux qui se trouvent sur son territoire ou qui y auraient commis le délit (...)", tout evêque étant dès lors compétent pour lever l'excomunication.
Ainsi, un acte de confession sacramentelle aux fins de levée d'excomunication provenant d'un évêque exerçant ses fonctions en dehors des circonscriptions spirituelles prévue aux alinéas 1 et 2 du Canon 1355 est désormais recevable.
Cet allègement de la procédure est consécutif à une évolution de la loi car les pénitents devaient autrefois faire l'effort de se soumettre à l'évêque dont les fonctions étaient du ressort exclusif de la paroisse en charge de l'âme du pénitent ou, en cas d'avortement, devant l'évêque ayant la charge de la sanction qui s'est appliquée d'elle-même, autrement dit du ressort de lieu de santé où l'avortement a été commis. Désormais, tout evêque est désormais apte à lever l'excomunication, ceci au sein de n'importe quel diocèse officiel et dans le monde entier.
Naturellement, en cas de danger de mort, tout prêtre est investi d'une parfaite compétence afin de lever l'excomunication du repentant en vertu des dispositions du Canon 976.
Cette évolution de la loi tient en ce que, si l'âme de toute personne ayant commis ou été complice de la commission d'un avortement ou de la promotion de l'avortement est immédiatement frappée d'excomunication, la version de 1983 a retiré la formule "sans excepter la mère". En réalité, cette réforme implique le fait que la responsabilité des mères a été reconsidérée favorablement dans la mesure où, selon Saint-Jean-Paul II (Evangelium vitae n. 89), la responsabilité des professionnels de santé s'est accrue d'une manière considérable si bien que "Leurs professions en font des gardiens et des serviteurs de la vie humaine. Dans le contexte culturel et social actuel, où la science et l’art médical risquent de faire oublier leur dimension éthique naturelle, ils peuvent être parfois fortement tentés de se transformer en agents de manipulation de la vie ou même en artisans de mort.  Face à cette tentation, leur responsabilité est aujourd’hui considérablement accrue ; elle puise son inspiration la plus profonde et trouve son soutien le plus puissant justement dans la dimension éthique des professions de santé, dimension qui leur est intrinsèque et qu’on ne peut négliger, comme le reconnaissait déjà l’antique serment d’Hippocrate, toujours actuel, qui demande à tout médecin de s’engager à respecter absolument la vie humaine et son caractère sacré ".
Cette confusion avec laquelle les mères catholiques croient bénéficier d'une « thérapeutique » à l'occasion d'un avortement innocente en partie l'excomuniée, conception confirmée par la clarification de la Congrégation pour le Doctrine de la foi.
L'Ordinaire ou tout évêque aura donc désormais faculté à libérer plus aisément les mères de l'excomunication dès lors que celles-ci y ont été encouragées, voire contraintes, par une autorité médicale (par ex. pour des raisons vitales de santé physique ou mentale afin de sauver leur propre vie), l'application des peines devant par contre être considérée plus sévèrement à l'encontre des propagateurs de l'avortement. Toutefois, revenant à la responsabilité matricielle, l'évêque devra tout de même rechercher si la mère a eu recours à l'avortement dans un seul but de confort de vie, la déclaration "Questio de abortu" sur l'avortement provoqué, qui reste fermement en vigueur, rappelle entre autres dispositions spirituelles l'antique Didachè (Doctrine des Apôtres), stipulant très clairement « Tu ne tueras pas par avortement le fruit du sein et tu ne feras pas périr l’enfant déjà né », Athénagoras soulignant que "Les Chrétiens tiennent pour homicides les femmes qui utilisent des médecines pour avorter (...) y compris de ceux qui vivent encore dans le sein de leur mère (...) où ils sont déjà l’objet des soins de la Providence divine ».
Tertullien, qui n’a pas toujours tenu le même langage d'interprétation des textes sacrés, abonde toutefois en ce sens et dénonce l'avortement comme un crime en déclarant que « C’est un homicide anticipé que d’empêcher de naître : peu importe qu’on arrache l’âme déjà née ou qu’on la fasse disparaître naissante. Il est déjà un homme celui qui le sera.  ».
Il est à noter que l'obtention ou la reconstruction temporelle des grâces divines, y compris par des œuvres temporelles ou spirituelles préscrites aux fins d'indulgence plénière, est impossible tant que l'excomunication n'a pas été levée au profit de la mère, et il en est de même en ce qui concerne les âmes complices qui encouragent, facilitent ou permettent l'avortement, cette entrave édificatrice étant prévue aux disposition du Canon 996 §1. du CDC de 1983 car "Pour être capable de gagner des indulgences, il faut être baptisé, non excommunié et en état de grâce, au moins à la fin des œuvres prescrites.".
Selon un mémorandum rédigé en 2004 par le cardinal Joseph Ratzinger, qui deviendra le pape Benoît XVI en 2005, les personnalités politiques catholiques qui font campagne ou votent de manière constante en faveur de l'avortement devraient être informées par leurs prêtres au sujet de l'enseignement de l'Église catholique et averties de s'abstenir de recevoir l'Eucharistie ou elles risquent de se la voir refuser jusqu'à ce qu'elles cessent de telles activités. Ceci se base sur le canon 915 (en) du Code de droit canonique de 1983 qui stipule que « ceux qui persistent avec obstination dans un péché grave et manifesté ne seront pas admis à la sainte communion ». Le pape François a réaffirmé cette position en mars 2013.